# Championnat de Tchécoslovaquie de football 1965-1966
Navigation
Saison précédente Saison suivante
La saison 1965-1966 du Championnat de Tchécoslovaquie de football est la 35e édition du championnat de première division en Tchécoslovaquie. Les quatorze meilleurs clubs du pays se retrouvent au sein d'une poule unique, la First League, où les formations s'affrontent deux fois, à domicile et à l'extérieur. À l'issue du championnat, les deux derniers du classement sont relégués et remplacés par les deux meilleurs clubs de II. Liga, la deuxième division tchécoslovaque.
C'est le club du Dukla Prague qui termine en tête du classement du championnat, à égalité de points mais une meilleure moyenne de buts que le SK Slavia Prague, promu de II. Liga et l'AC Sparta Prague. C'est le 8e titre de champion de Tchécoslovaquie de l'histoire du club, le septième en onze saisons, qui réussit même le doublé après sa victoire en finale de la Coupe de Tchécoslovaquie face au Tatran Presov.

## Les 14 clubs participants
| - Dukla Prague - AC Sparta Prague - FK Inter Bratislava - SK Slovan Bratislava - Jednota Trencin - Tatran Presov - VSS Kosice | - Spartak ZJŠ Brno - Spartak Hradec Králové - Promu de II. Liga - Lokomotiva Kosice - Promu de II. Liga - FC Banik Ostrava - Slovan Teplice - SK Slavia Prague - Promu de II. Liga - Spartak Trnava |

## Compétition

### Classement
Le barème utilisé pour établir le classement est le suivant :
- Victoire : 2 points
- Match nul : 1 point
- Défaite : 0 point

| Rang | Équipe                     | Pts | J  | G  | N  | P  | Bp | Bc | Diff |
| ---- | -------------------------- | --- | -- | -- | -- | -- | -- | -- | ---- |
| 1    | Dukla Prague (C)           | 33  | 26 | 13 | 7  | 6  | 40 | 23 | +17  |
| 2    | AC Sparta Prague (T)       | 33  | 26 | 13 | 7  | 6  | 47 | 30 | +17  |
| 3    | SK Slavia Prague (P)       | 33  | 26 | 12 | 9  | 5  | 35 | 24 | +11  |
| 4    | FK Inter Bratislava        | 30  | 26 | 10 | 10 | 6  | 36 | 30 | +6   |
| 5    | Jednota Trenčín            | 28  | 26 | 10 | 8  | 8  | 27 | 21 | +6   |
| 6    | FC Spartak Trnava          | 27  | 26 | 12 | 3  | 11 | 34 | 26 | +8   |
| 7    | ŠK Slovan Bratislava       | 25  | 26 | 9  | 7  | 10 | 34 | 29 | +5   |
| 8    | Spartak Hradec Králové (P) | 25  | 26 | 8  | 9  | 9  | 29 | 34 | -5   |
| 9    | VSS Košice                 | 24  | 26 | 8  | 8  | 10 | 26 | 31 | -5   |
| 10   | Spartak ZJŠ Brno           | 22  | 26 | 5  | 12 | 9  | 21 | 31 | -10  |
| 11   | Slovan Teplice             | 22  | 26 | 9  | 4  | 13 | 20 | 36 | -16  |
| 12   | FC Lokomotíva Košice (P)   | 22  | 26 | 7  | 8  | 11 | 19 | 39 | -20  |
| 13   | FC Baník Ostrava           | 21  | 26 | 8  | 5  | 13 | 36 | 38 | -2   |
| 14   | Tatran Presov              | 19  | 26 | 5  | 9  | 12 | 24 | 36 | -12  |

|  | Qualification pour la Coupe d'Europe des clubs champions 1966-1967                                |
|  | Qualification pour la Coupe des Coupes 1966-1967                                                  |
|  | Qualification pour la Coupe des villes de foires 1966-1967                                        |
|  | Relégation en II. Liga                                                                            |
|  | (T) Tenant du titre (C) Vainqueur de la Coupe du Tchécoslovaquie (P) : Promu de deuxième division |

- C'est la moyenne de buts qui départage le Dukla Prague et l'AC Sparta Prague (40/23=1,739 pour le Dukla, 47/30=1,566 pour le Sparta).

## Bilan de la saison
| Championnat de Tchécoslovaquie de football 1965-1966 |                         |
| Champion                                             | Dukla Prague (8e titre) |
| Coupes et trophées                                   |                         |
| Vainqueur de la Coupe de Tchécoslovaquie 1965-1966   | Dukla Prague            |
| Qualifications continentales                         |                         |
| Coupe d'Europe des clubs champions 1966-1967         | Dukla Prague            |
| Coupe des Coupes 1966-1967                           | Tatran Presov           |
| Coupe des villes de foires 1966-1967                 | Spartak ZJŠ Brno        |
| Promotions et relégations                            |                         |
| Promus en I. Liga                                    | FC Bohemians Prague     |
| Promus en I. Liga                                    | Jednota Žilina          |
| Relégués en II. Liga                                 | FC Banik Ostrava        |
| Relégués en II. Liga                                 | Tatran Presov           |